# Rolf Degerlund
Rolf Harry Degerlund (født 8. december 1952) er en svensk skuespiller.
Degerlund studerede skuespil hos Marcel Marceau. Han blev i 1978 ansat på Norrbottensteatern i Luleå, hvor han også var instruktør fra 1988 til 2001.
På tv har Degerlund blandt andet medvirket i tv-serierne Rederiet og Kejseren af Portugalien, samt film som Jægerne (1996), Kalle Blomkvist og Rasmus (1997), Fyren fra nabograven (2002) og Luftkastellet der blev sprængt (2009).

## Udvalgt filmografi
- Hammarstads BK (tv-serie, 1977)
- Jonny Roova (1985)
- Tre kärlekar (tv-serie, 1989-1991)
- Kejseren af Portugalien (tv-serie, 1993)
- Jægerne (1996)
- Vildängel (1997)
- Kalle Blomkvist og Rasmus (1997)
- Rederiet (tv-serie, 2001-2002)
- Fyren fra nabograven (2002)
- Truslen (2004)
- Ulveland (2008)
- Höök (tv-serie, 2008)
- Luftkastellet der blev sprængt (2009)
- Røde ulv (2012)
- Rebecka Martinsson (tv-serie, 2017)
- Elven (tv-serie, 2017)
- Hændelser ved vand (tv-serie, 2023)